# Triumph (album)
Pour les articles homonymes, voir Triumph.
Albums de The Jacksons
Destiny
(1978) Victory
(1984)
Singles
Triumph est le quatrième album du groupe The Jacksons, sorti en 1980 chez Epic Records.

## Historique
Peu après sa sortie en 1980, Triumph devient le premier numéro 1 du groupe dans le classement musical américain R&B charts depuis 1976. Il devient disque de platine (un million d'exemplaires vendus) aux États-Unis et se vend au total à plus de deux millions d'exemplaires à travers le monde, porté notamment par Can You Feel It, son titre le plus connu. 
Écrite et composée par Michael Jackson, la chanson This Place Hotel — dont le titre était au départ Heartbreak Hotel mais qui fut modifié pour ne pas la confondre avec celle d'Elvis Presley — a inspiré Rod Temperton lorsqu'il a composé un peu plus tard Thriller au niveau de l'ambiance et de la structure musicale.

## Titres
| No | Titre                 | Crédit(s)                                      | Durée |
| -- | --------------------- | ---------------------------------------------- | ----- |
| 1. | Can You Feel It       | Michael Jackson, Jackie Jackson                | 6:00  |
| 2. | Lovely One            | Michael Jackson, Randy Jackson                 | 4:52  |
| 3. | Your Ways             | Jackie Jackson                                 | 4:31  |
| 4. | Everybody             | Michael Jackson, Tito Jackson, Mike McKinney   | 5:00  |
| 5. | This Place Hotel      | Michael Jackson                                | 5:44  |
| 6. | Time Waits for No One | Jackie Jackson, Randy Jackson                  | 3:24  |
| 7. | Walk Right Now        | Michael Jackson, Jackie Jackson, Randy Jackson | 6:29  |
| 8. | Give It Up            | Michael Jackson, Randy Jackson                 | 4:20  |
| 9. | Wondering Who         | Jackie Jackson, Randy Jackson                  | 4:19  |

### Titres bonus de la réédition de 2008
| No  | Titre                                         | Durée |
| --- | --------------------------------------------- | ----- |
| 10. | This Place Hotel (Single Version)             | 4:52  |
| 11. | Walk Right Now (John Luongo Disco Mix)        | 7:36  |
| 12. | Walk Right Now (John Luongo Instrumental Mix) | 6:58  |

## Vidéoclip
| No | Titre                            | Durée |
| -- | -------------------------------- | ----- |
| 1. | Can You Feel It (Official Video) | 9:38  |

## Titres non retenus
1. Slipped Away (composé par Michael et Marlon Jackson)
2. Why Can't I Be ? (composé par Michael Jackson)

## Musiciens
- Michael Jackson : chant, chœurs, percussions
- Jackie Jackson : chant (sur Wondering Who), chœurs
- Marlon Jackson : chant (duo sur Give It Up), chœurs, timbales
- Randy Jackson : chant (duo sur Can You Feel It ), chœurs, percussions
- Tito Jackson : guitare, choeurs

### Musiciens additionnels
- Paulinho da Costa : percussions
- Nathan Watts : basse
- Michael Sembello et Paul Jackson, Jr : guitare
- Greg Phillinganes : claviers